# エリアマネジメント
エリアマネジメントとは、国土交通省によると「地域における良好な環境や地域の価値を維持・向上させるための、住民・事業主・地権者等による主体的な取組み（平成20年）」と定義されており、内閣官房及び内閣府からは「特定のエリアを単位に、民間が主体となって、まちづくりや地域経営（マネジメント）を積極的に行おうという取組み（平成28年）」と定義されている。
両者には若干の違いがあるものの、いずれも主体が行政ではなく民間である、という点、また対象となる地域、地区に対して多様な関係者が積極的に活動に参加する点で共通しており、今までのまちづくりの主体であったインフラ整備やハード面での開発とは異なり、ソフト面からのまちの活性化や賑わいの創出、延いては対象となるエリアのイメージアップ、エリアのブランドを確立するといったところに重きを置いた取組みである、と言える。

## エリアマネジメントの概要
エリアマネジメントは、対象となる都市の地域・地区を単位として、民間(住民・事業主・地権者等)が主体となるか、または公民が連携して様々な活動を展開することで、地域の魅力の増進・再発見を促したり、地域固有の問題の解決や新たなコミュニティ形成の足掛かりとなるものである。
エリアマネジメントには次の特徴がある。
特徴１：「つくること」だけではなく「育てること」。 
我が国は近年まで、人口の増加に伴いその受け皿をつくることを主眼とした成長型の地域づくりを進めてきたが、人口が減少に転じ、成熟した都市型社会への移行という状況下、これからはただ「つくること」だけの開発ではなく、その後の維持管理・運営（マネジメント）の方法、つまり「育てること」までを考えた開発を行うこと、また、既成市街地等においても、維持管理・運営を行い、地域を「育てること」が必要とされてきているところにその背景がある。
特徴２：行政主導ではなく、住民・事業主・地権者等が主体的に進めること。
従来、成長型の地域づくりは行政による民間開発のコントロールや行政が中心となった開発等により進められてきたが、成熟した都市型社会の地域づくりにおいては、個性豊かな地域や住民・事業主・地権者等に身近な地域を実現することが重要であり、また、地域に起こる問題が多様化し、その解決方法も地域に応じて様々に なってきていることから、「つくること」と「育てること」を推進するためには住民・ 事業主・地権者等の地域の担い手の主体的取り組みが重要となっている。
特徴３：多くの住民・事業主・地権者等が関わりあいながら進めること。 
従来の地域づくりにおいては、行政や民間の組織等がそれぞれの活動を展開した結果、 相互の連携を欠いたために総体的な効果を十分に得ることができないこともあったが、エリアマネジメントは、地域が一体となって地域に関する様々な活動を総合的に進めるものであり、そのためには地域の総意を得る活動メンバーとして主体的に参画する、活動に対して費用負担をする等、様々な関わり方が求められており、さらには多くの住民・事業主・地権者等の他に、必要に応じて行政や、エリアマネジメント専門家/企業、他組織等と関わりあいながら進めていくこともその特徴である。
特徴４：一定のエリアを対象にしていること。
エリアマネジメントは地域の多くの住民・事業主・地権者等が関わりあいながら進めるものであるため、そのエリアを明らかにすることが基本となる。 

## エリアマネジメントの活動
エリアマネジメントの主な活動としては以下の5点があげられるが、これらの活動は単体で実施されるだけでなく、一連して実施し、かつ継続することにより、効果的にエリアの魅力が浮かび上がり、エリア外の人に対してもエリアの魅力が伝わり、そのエリアのブランディングへもつながる、ということに留意が必要である。

### 地域貢献活動
エリアの環境保全、景観向上は、当該地域住民のみならず、来街者に対してもまちのイメージ形成に直結する問題であるため、エリアマネジメント活動の初手として、日本、海外問わずエリアの環境維持・保全を目的とした清掃活動を実施しているケースや防犯・防災活動を展開している事例が多い。また、子育て支援や障害者支援などの福祉活動、災害支援や募金活動などを実施している団体も多い。これらのケースは個別の企業や団体が実施するのではなく、エリアの関係者が共同で活動することにより、貢献活動自体の効果に加え、企業間の連携や、地元との交流を促進する効果がある。

### にぎわいの創出
地方都市において特に顕著なエリアの衰退が問題となっている中、その解決策としてエリア流入人口促進、流出人口抑制に資する”賑わいづくり”、”住み続けたいまちづくり”は必須の課題となっており、その一環としてまちなかで様々なイベント活動が実施され、工夫を凝らした賑わいが創出されてきている。こうした活動は前述の目的に沿い、単発で終わるイベント活動ではなく、定期的に継続して実施されることが望ましいことは言うまでもない。

### エリア資源の発掘と活用
エリアマネジメント活動を行う上では、その地域固有の資源を関係者内で確認・共有することも極めて重要である。例えば歴史的建築物、公園などの空間、緑地、河川、道路空間、景観を形成するまち並み、地域特有の機能や活動の場などである。こうした資源をどう活かしていくかを考え、対象となるエリアのエリアマネジメント活動における計画づくりやガイドライン作成、延いては前述の賑わいづくりのイベントの企画に効果的に盛り込むことで、エリア固有の目標づくりや、独自性を持ったイベント制作、エリアの魅力の発信が可能となる。

### 情報発信
近年、エリアマネジメント活動の情報発信としてWEBページやFacebook、Instagram、TwitterといったSNSが主立って活用され、これらの媒体を用いてエリアの概要やイベント情報、地域の魅力を紹介する記事などが積極的に発信されている。地域の魅力として歴史や建築物のみならず、そのエリアで活動する人物や特徴的なショップ等にもスポットを当てたインタビューを行い、その様子を紹介するケースや、即時性を持った情報拡散を目的として、来街者やイベント参加者からの写真や動画の投稿やシェア・拡散を促進するような取組みもみられる。またWEBやSNS以外でも、まちなかに設置されたデジタルサイネージや開発中の仮囲いを利用したアートペイントの展開、イベント情報を掲載したチラシやタブロイド誌の近隣配布、と媒体は様々な広がりを見せている。

### 受託業務
エリアマネジメント団体として、公園や広場など公共空間の維持管理を地方公共団体等から受託するとともに、地域貢献に資する各種イベント実施や公共的告知などに利活用する、といった形で管理と活用の双方を効率的に実施している事例も少なくない。

## エリアマネジメント導入が必須となってきている背景
従来、まちづくりは道路などのインフラや商業施設、オフィスビルやマンションといった開発の側面が強く「つくる」まちづくりが盛んにに行われてきた。行政、ディベロッパー、不動産業界を中心に「つくる」まちづくり、すなわちハードの側面は加速度的に整備され都市の成長は促されてきた一方で、自治体の財政難、少子高齢化、人口の過疎化・過密化を加味できない画一的な行政サービスだけでは、まちの活性などソフト面に寄与し切れていないことが問題視され始めた。そうした背景をもとに、そのエリアが抱える問題の解決と解決した後の持続的な賑わいを創出するエリアマネジメントに注目が集まるに至っている。最近では開発プロジェクトにおいても開発主体候補が如何に開発後のエリアマネジメント活動にも重きを置いているかがコンペ要件としてスタンダードな基準のひとつとなりつつある。

## 期待される効果
エリアマネジメントの初期の活動として広く実施されるエリアの清掃活動に見られるように、エリアの住人やそこで働いている人たちが集まって清掃活動を行うことにより、景観や衛生・安全の維持はもとより、それまでにはなかった住民やエリア内企業社員などのつながりを創出することが可能になる。さらに公共施設や公共のスペースを用いてエリアの魅力につながるイベントを主体的に行い、その情報をイベント前後で発信することでエリア内外にエリアの魅力を伝えることができるとともに、より強いエリアの一体感を醸成することが可能になる。その一連の活動を継続させることでエリア内の住人・働く人がより幅広く参加するようになり、エリアへの愛着がより強くなるとともに、エリア外の人にとっては来街につながる魅力として伝わっていく。
このように地道な活動を継続しながら徐々に活動を強化、拡大、拡散していくことで、エリアのブランディングの確立に結実するだけでなく、良質なイメージの訴求による来街者の増加、更には移住者の増加がみられるようになれば土地の価値上昇といった経済的な活性も期待できる。

## エリアマネジメントの課題
このようにエリアマネジメントの活動は継続的に行うことが求められるが、活動の種類を問わず活動単体で高い収益が期待できる類のものではないこと、住民の少額な会費や商店街の協賛金等に頼らざるを得ないなど、活動財源の確保は様々なエリアマネジメント団体において共通する課題となっている。
またエリアマネジメントを担う専門性を持った人材も不足しており、エリアマネジメントの導入における効果的な組織づくりやスキームの検討、行政や協力者・協力団体との連携、調整などのフェーズ、更には団体設立後の運営フェーズを全て手探りで進めていかざるを得す、多大な労力を余儀なくされた団体も少なからず存在する。
また、エリアマネジメント団体として運営に当たっていくに際しても、エリアマネジメントの活動に取り組む担当者や団体・組織が変更となった場合、再びノウハウの蓄積やエリアの方向性を定めることから始まるなどの非効率な事例も散見され、人材面での継続性を如何に担保していくかということも重要な課題となっている。

## エリアマネジメントを巡る環境整備
これまでエリアマネジメントは大都市を中心に大規模開発主体である民間企業から始まるケースが多く、公との連携についてはその役割が比較的薄いことが多かった。しかしエリアマネジメント活動は、中小都市を含めたさまざまな都市やマンション等居住エリアにおける活動として広く敷衍しつつあり、公、特に自治体の役割をより主体的に考える必要が出てきている。民の活動は、エリアの関係者間の絆が根幹ではあるものの、公の活動を含めてエリアマネジメント活動を考える際、民と公の連携が重要となる。
近年のエリアマネジメントの役割と期待感の増大、民間だけでは解決し得ない財政や人材面などの諸課題を背景に、以下のような官民連携を促進する諸制度が順次整備されてきている。それらの諸制度の適用により、これまで以上に柔軟なまちづくりやにぎわい拠点の開放・整備、更にはイベント等の実施制限緩和等がサポートされるようになってきている。
エリアマネジメントの導入、推進に当たっては、エリア個々に適切なこれらの諸制度を取捨選択し、上手く活用しながらより効果的・効率的な活動を計画、実施していくことが肝要となってきている。
近年導入されたエリアマネジメントに関連する官民連携の諸制度には以下のようなものがある。
■都市再生特別措置法(2002年) 
主旨：都市基盤、公有地の民間収益活動（広告掲示、物販実施、イベント開催など）への開放 
→政令で指定した都市再生緊急整備地域に対し、都市再生特別地区として民間都市再生事業計画の認定制度による金融支援
（出資・社債等取得、債務保証、無利子貸付、税制特別措置） 
■「都市再生整備計画」 
　都市再生に必要な公共公益施設等整備を重点的に実施すべきエリアを対象とし、 市町村が策定する計画 
　※都市再生整備計画に記載することで、以下の様々な特例や制度を活用した「官民連携まちづくりの取組み」を実施することが可能になり、また「滞在快適性等向上区域」（通称：まちなかウォーカブル区域）を指定することで区域内における「居心地が良く歩きたくなる」空間づくりの取組みに更にメリットを受けられるようになる。 

■「都市再生推進法人」 
●都市再生推進法人指定制度(2007) 
→まちづくりの中核を担う団体・法人として市町村が公的に認可したもの。 
指定されると、市町村の作成する都市再生整備計画に対し、自らの業務を行うために必要な計画作成または変更提案が可能に（計画素案提出の要あり）。 
■「一体型ウォーカブル事業実施者」 
●一体型滞在快適性等向上事業（一体型ウォーカブル事業）の実施主体民間事業者等(2020) 
　＝まちなかウォーカブル区域内の一団の土地所有者、借地権者、建物所有者等 

■公共空間をオープンに活用する規制緩和制度 
　●河川敷地占用許可制度(2004)～指定河川敷地内にオープンカフェ等を設置可能に 
　●道路占有許可特例制度(2011)～指定区域道路上に広告・オープンカフェ等設置が緩和 
　●都市公園の占用許可特例制度(2016)～整備計画公表後2年以内に占用許可申請があれば賑わい施設（看板・広告塔）を設置可能に 

■公共空間・民地を有効活用してにぎわい創出を促す協定制度 
　●都市利便増進協定制度(2011) 
　→街灯、ベンチ等整備・管理方法につき地権者が協定を締結、市町村認定を受けられる 
　●都市再生整備歩行者経路協定（歩行者ネットワーク協定）制度(2009) 
　→地権者間で歩行者経路整備・管理の役割分担などについて法定の協定を締結出来る（協定は地権者が変わっても効力を持つ） 
　●低未利用土地利用促進協定制度(2016) 
　→土地所有者に代わり、低未利用地有有効利用の為の施設整備・管理方法を定める協定 

■「居心地が良く歩きたくなる」まちなかを創出するための支援制度 
　→滞在快適性向上区域を都市再生整備計画において指定すると、以下のメリットが付与 
　●一体型滞在快適性等向上事業 
　　→市町村と一体で実施される交流・滞在空間創出のための事業（並木、広場、店舗等施設設置） に税制特例（R.4年3月まで） 
　●公園施設設置管理許可特例 
　　→整備計画公表後2年以内に設置管理許可申請すれば、交流滞在施設（カフェ、休憩所等）を設置可能に 
　●公園施設設置管理協定制度 
　　→都市再生推進法人や一体型快適性等向上事業主体は、公園管理者との協定に基づき、滞在快適性等向上公園施設（カフェ、売店等）設置・管理を行う場合、都市公園法特例が付与（設置管理許可期間延長、建蔽率の上限緩和等） 
　●特定路外駐車場届出制度 
　　→条約で定める一定規模以上の路外駐車場の届出義務化が可能に 
　●駐車場出入口設置制限 
　　→上記駐車場出入口の設置位置を制限することが可能に 
　●附置義務駐車施設の集約化・出入口設置制限 
　　→附置義務条例により、集約駐車施設設置、出入口設置制限の規定が可能に 
　●普通財産活用 
　　→市町村所有の普通財産を、都市再生整備計画に沿った内容での使用が可能（安価な貸付等） 
など、である。
また、「東京都しゃれた街並みづくり推進条例」のように、都道府県単位での、一定の条件を満たす開発エリアの公開空地等のエリアマネジメント活用への条件緩和措置なども順次導入されてきており、エリアマネジメントの重要性への認識が更に高まりを見せるにつれ、官民連携や法制度緩和のための仕組みが急速に整備されつつある。